# Georg Ratzinger (1844–1899)
Georg Ratzinger (ur. 3 kwietnia 1844 w Rickering k. Deggendorfu, zm. 3 grudnia 1899 w Monachium; pseudonim: Robert Waldhausen, Gottfried Wolf) – bawarski były duchowny rzymskokatolicki, reformator socjalny, publicysta i polityk Bawarskiej Partii Patriotycznej (BPP) oraz Bawarskiego Związku Chłopskiego (BBB).

## Życiorys
Uczęszczał do gimnazjum w Pasawie, a następnie podjął studia teologiczne w Monachium uwieńczone doktoratem z teologii (1868). W latach 1863–1867 asystent ekskomunikowanego w 1871 teologa Johanna von Döllingera. W 1888 porzucił stan kapłański i poświęcił się działalności społeczno-politycznej. Był deputowanym Bawarskiej Izby Deputowanych (ówczesna niższa Izba Landtagu, złożona głównie z drobnych gospodarzy) z ramienia Bauernbundu (BPP) w latach 1875–1877, a w latach 1877–1878 deputowanym Reichstagu. W latach 1893–1899 ponownie został członkiem Izby Deputowanych, tym razem najpierw jako niezależny, potem jako członek BBB, a od 1894 znowu niezależny. Od 1898 był niezależnym deputowanym Reichstagu.
Był stryjecznym dziadkiem (brat dziadka ze strony ojca) dwóch braci: Josefa (późniejszego papieża Benedykta XVI) i Georga Ratzingerów.
Jednym z jego najważniejszych pism było studium „Gospodarka narodowa w jej moralnych podstawach. Studium etyczno-socjalne nad kulturą i cywilizacją”.